# Genista sagittalis
La carquexia fina   (Genista sagittalis) es una especie fanerógama de planta de la familia de las fabáceas.

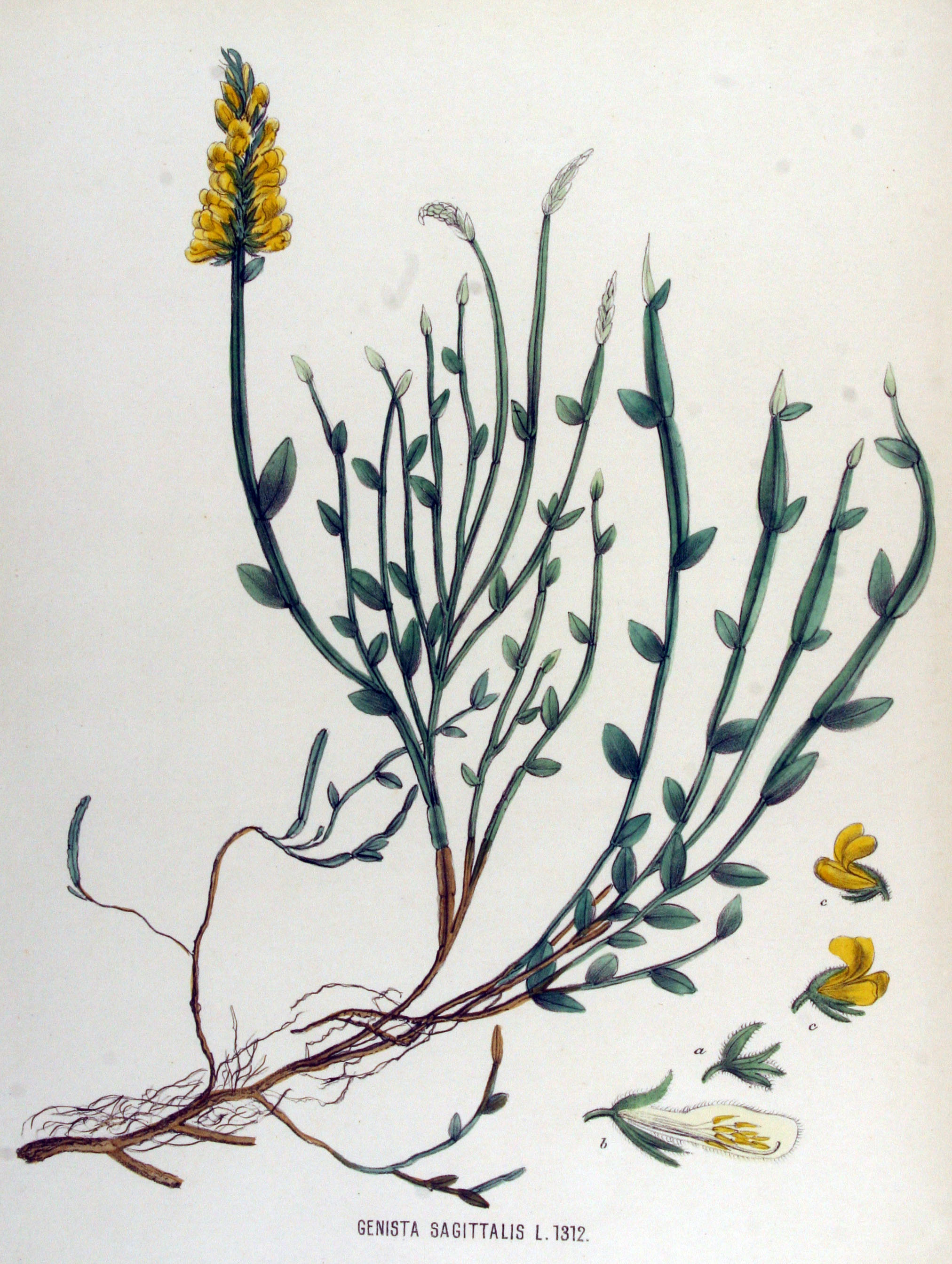
Ilustración

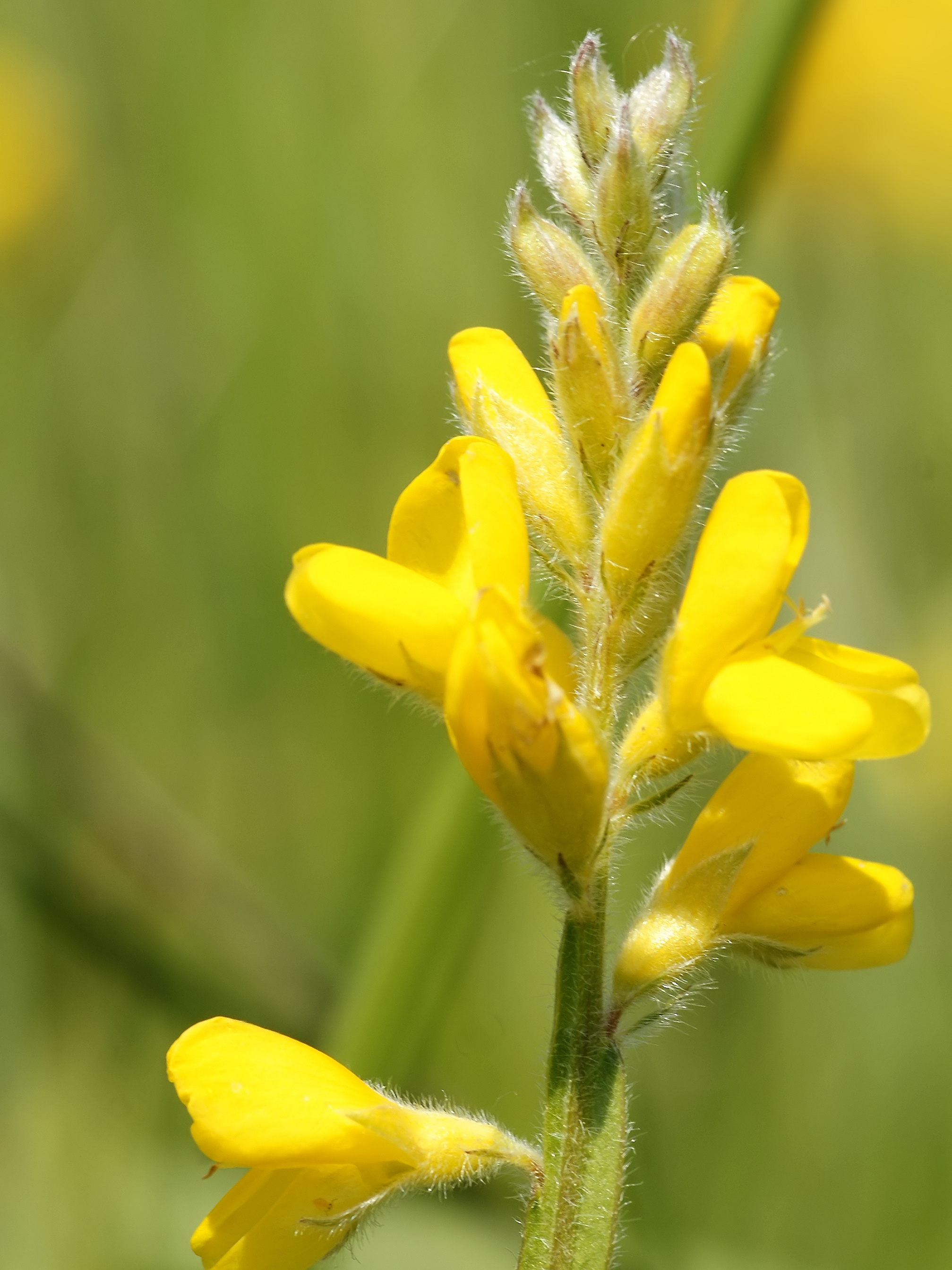
Inflorescencia

## Descripción
Perenne, leñosa, extendida, forma matas, generalmente de tallos erectos herbáceos de 10-50 cm, alas distintivas y sin espinas. Hojas elípticas, glabras por encima, pelosas por el envés. Flores amarillas, de 1-1,2 cm, en inflorescencias alargadas terminales densas. Cáliz tubular bilabial, labio superior lobulado, inferior con 3 dientes, peloso plateado; pétalo superior ampliamente ovado. Vaina estrecha, pelosa de 1,4-2 cm. Florece en primavera y verano.

## Distribución y hábitat
En Albania, Austria, Bélgica, Bulgaria, República Checa, Francia, Alemania, Grecia, Suiza, España, Hungría, Italia, antigua Yugoslavia, Rumanía, Rusia. Introducida en Portugal. Vive en bosques, colinas y pastos secos.

## Taxonomía
Genista sagittalis  fue descrita por Carlos Linneo y publicado en Species Plantarum 2: 710. 1753.
Etimología
Genista: nombre genérico que proviene del latín de la que los reyes y reinas Plantagenet de Inglaterra tomaron su nombre, planta Genesta o plante genest, en alusión a una historia que, cuando Guillermo el Conquistador se embarcó rumbo a Inglaterra, arrancó una planta que se mantenía firme, tenazmente, a una roca y la metió en su casco como símbolo de que él también sería tenaz en su arriesgada tarea. La planta fue la  llamada planta genista en latín. Esta es una buena historia, pero por desgracia Guillermo el Conquistador llegó mucho antes de los Plantagenet y en realidad fue Godofredo de Anjou que fue apodado el Plantagenet, porque llevaba un ramito de flores amarillas de retama en su casco como una insignia (genêt es el nombre francés del arbusto de retama), y fue su hijo, Enrique II, el que se convirtió en el primer rey Plantagenet. Otras explicaciones históricas son que Geoffrey plantó este arbusto como una cubierta de caza o que él la usaba para azotarse a sí mismo. No fue hasta que Ricardo de York, el padre de los dos reyes Eduardo IV y Ricardo III, cuando los miembros de esta familia adoptaron el nombre de Plantagenet, y luego se aplicó retroactivamente a los descendientes de Godofredo I de Anjou como el nombre dinástico.
sagittalis: epíteto latino que significa "como un arco".
Subespecies
- Genista sagittalis subsp. delphinensis (Verlot) Greuter

Sinonimia
- Chamaespartium sagittale (L.) P.E.Gibbs
- Cytisus sagittalis (L.) Koch
- Genista delphinensis Verl.
- Genistella sagittalis (L.) Gams
- Genistella sagittalis subsp. delphinensis (Verl.) P.Fourn.
- Genistella sagittalis subsp. sagittalis (L.) Gams
- Pterospartum sagittale (L.) Willk.[5]

subsp. delphinensis (Verlot) Greuter
- Chamaespartium delphinensis (Verlot) Soják
- Genistella delphinensis (Verlot) Holub